# Philip Lutley Sclater
Philip Lutley Sclater ( 4 de noviembre de 1829 - 27 de junio de 1913) fue un abogado y zoólogo británico.
Sclater nació en Tangier Park, Hampshire. Fue educado en Winchester College and Christ Church College, Oxford, donde estudió ornitología de manos de Hugh Edwin Strickland.
En 1858 Sclater publicó un artículo en los Proceedings of the Linnean Society, definiendo seis regiones zoológicas que llamó Paleoártica, Etiópica, Indomalaya-India, Australasia, Neártica y Neotropical. Estas regiones zoológicas todavía se usan en la actualidad.
Sclater fue fundador y editor de The Ibis, la revista de la British Ornithologists' Union. Fue secretario de la Zoological Society of London desde 1860 a 1903.
Su hijo mayor, William Lutley Sclater, también fue ornitólogo.

## Algunas publicaciones
Entre las obras más importantes de Sclater destacan Exotic Ornithology (1866-1869) y Nomenclator Avium (1873) ambos en colaboración con Osbert Salvin, Argentine Ornithology (1888-1889) cpm W.H. Hudson, y The Book of Antelopes (1894-1900) con Oldfield Thomas.
- Sclater, P.L.. 1999. Catalogue of the Passeriformes, Or Perching Birds, in the Collection of the British Museum, Fringilliformes: Part 2. Containing the Families Coelig;rebidaelig;, Tanagridaelig;, and Icteridaelig. Elibron Classics Series. 487 pp. ISBN 1-4021-5875-0

- Sclater, W.L. & Sclater, P.L.. 1899. The geography of mammals. Biologists and their world. Edición ilustrada, reimpresa, de Ayer Publishing, 338 pp. ISBN 0-405-10647-5 libro en línea

- Sclater, P.L.; Salvin, O. (1873). Nomenclator avium neotropicalium: sive avium quae in regione neotropica hucusque repertae sunt nomina systematice disposita adjecta sua cuique speciei patria accedunt generum et specierum novarum diagnoses (en latín). viii + 163 pp. Londres: Sumptibus Auctorum: J.W. Elliot. Disponible en Biodiversitas Heritage Library. doi:10.5962/bhl.title.61132.

## Honores

### Eponimia
Philip Lutley Sclater es homenajeado en el nombre científico y popular de varias aves, citando:
- Hylophilus sclateri - verdillo de tepuí;
- Picumnus sclateri - carpinterito ecuatoriano;
- Pseudocolopteryx sclateri - doradito copetón;
- Poecile sclateri - carbonero mexicano;
- Cacicus sclateri - cacique ecuatoriano;
- Phyllomyias sclateri - mosquerito de Sclater;
- Asthenes sclateri - canastero de la puna;
- Nonnula sclateri - monjilla de Sclater;
- Forpus sclateri - cotorrita de Sclater;
- Doliornis sclateri - cotinga de Sclater;
- Loriculus sclateri - lorículo de la Sula;
- Eudyptes sclateri - pingüino de Sclater;
- Lophophorus sclateri - monal coliblanco;
- Chasiempis sclateri - elepaio de Kauai;
- Sclateria naevia - hormiguero plateado;
- Myrmotherula sclateri - hormiguerito de Sclater;
- Pheugopedius sclateri - cucarachero jaspeado;
- Spizocorys sclateri - alondra de Sclater;
- Myzomela sclateri - mielero de Sclater;
- Meliarchus sclateri - mielero de San Cristóbal.

También de mamíferos:
- Sorex sclateri
- Atelerix sclateri - erizo somalí;
- Chlorotalpa sclateri
- Myosorex sclateri

## Abreviatura (zoología)
La abreviatura Sclater  se emplea para indicar a Philip Lutley Sclater como autoridad en la descripción y taxonomía en zoología.